# Landkreis Altburgund

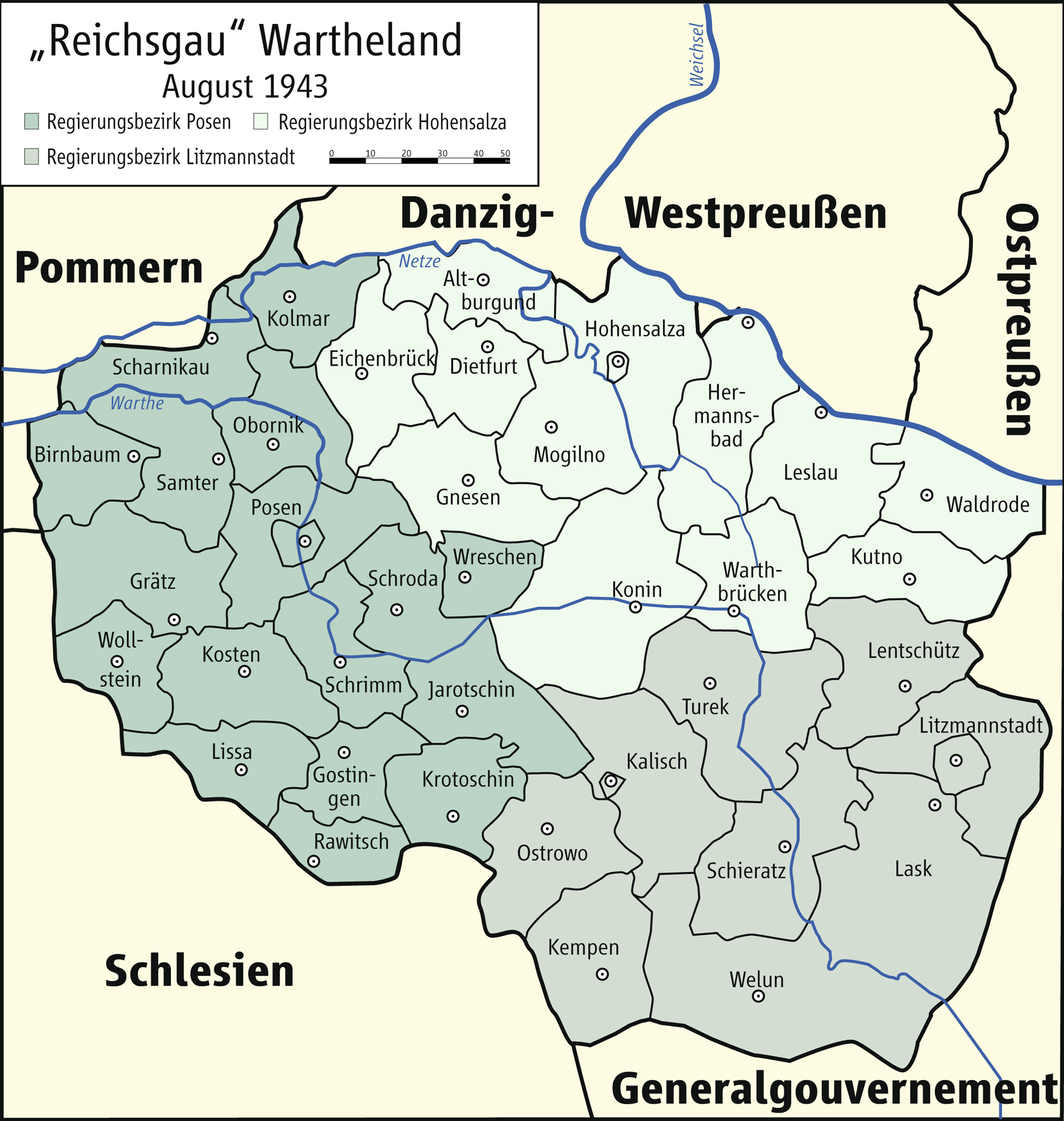
Regierungsbezirke und Kreise im Reichsgau Wartheland

Landkreis Altburgund war während des Zweiten Weltkrieges der Name einer deutschen Verwaltungseinheit im besetzten Polen (1939–45).

## Geschichte
Das Gebiet um die Stadt Szubin (Schubin) gehörte von 1815 bis 1919 als Kreis Schubin zur preußischen Provinz Posen. Nach dem Großpolnischen Aufstand wurde der südliche Teil des Kreises ab Januar 1919 von polnischen Milizen kontrolliert. Mit der Unterzeichnung des Versailler Vertrags am 28. Juni 1919 musste das Deutsche Reich das gesamte Kreisgebiet offiziell an das neu gegründete Polen abgetreten.
Zu Beginn des Zweiten Weltkrieges besetzten deutsche Truppen den westpolnischen Powiat Szubin, die Kreisstadt Szubin wurde am 6. September 1939 eingenommen. Am 26. Oktober 1939 wurde der Kreis unter der Bezeichnung Landkreis Altburgund völkerrechtswidrig an das Deutsche Reich angeschlossen.
Mit dem neuen Namen "Altburgund" sollte auf die ostgermanische Vorgeschichte der Region als vermutete Heimat der Burgunden hingewiesen werden. Dieser Kunstname war aber nicht nur bei der polnischen Bevölkerungsmehrheit, sondern auch bei der deutschsprachigen Minderheit unbeliebt. Der Name des Landkreises wurde deswegen mehrfach geändert, zuerst am 21. Mai 1941 in Landkreis Schubin, dann am 24. Juli 1942 in Landkreis Altburgund (Schubin) und schließlich am 7. Oktober 1942 wieder in Landkreis Altburgund. Der Landkreis war Teil des Regierungsbezirkes Hohensalza im Reichsgau Wartheland.
Sitz des deutschen Landratsamtes wurde die Kreisstadt Schubin, deren Namen ebenfalls mehrfach wechselte. Ab November 1943 befand sich das Landratsamt in der Nachbarkreisstadt Dietfurt.
Nach dem Einmarsch der Roten Armee Ende Januar 1945 wurden alle deutschen Verordnungen aufgehoben und das Gebiet wieder Teil Polens. Das Kreisgebiet gehört heute weitestgehend zum polnischen Powiat Nakielski.

## Politik

### Landkommissar
- 1939–9999: Karl-Hermann Zülch

### Landräte
- 1939–1945: Karl-Hermann Zülch

## Größe & Gliederung
Der Landkreis Altburgund hatte eine Fläche von 917 km².
Die 97 Ortschaften des Landkreises wurden zunächst in 8 Amtsbezirken zusammengefasst. Am 1. Januar 1942 wurde der Amtsbezirk Schubin zur Stadt nach der Deutschen Gemeindeordnung von 1935 ernannt. Die Zahl der Amtsbezirke wurden am 1. Juli 1942 auf vier verringert: Schubin, Bartschin, Exin und Labischin.

## Bevölkerung
Der Landkreis Altburgund hatte im Jahre 1941: 45.752 meist polnische Einwohner. Die Zusammensetzung der Bevölkerung veränderte sich zwischen 1918 und 1945 sehr stark, da sowohl die deutschen als auch die polnischen Behörden versuchten durch Repressionen und Neuansiedlungen die Verhältnisse zu den eigenen Gunsten zu verändern. So sank der Anteil der deutschsprachigen Bevölkerung von ca. 44 % im Jahre 1890 auf ca. 20 % im Jahre 1931. Die deutschen Behörden vertrieben zwischen dem 1. Dezember 1939 und dem 31. Dezember 1943 über 2600 Polen aus dem Gebiet, gleichzeitig wurde die Ansiedlung von Deutschen organisiert. Alle deutschsprachigen Bewohner mussten das Gebiet 1945 verlassen.
Die jüdische Bevölkerung wurde nach 1939 ins Generalgouvernement deportiert und später größtenteils dort ermordet.

## Ortsnamen
Die lokalen Behörden versahen sofort alle Ortschaften im Kreisgebiet mit deutschen Namen, obwohl offiziell laut unveröffentlichtem Erlass des Innenministers vom 29. Dezember 1939 zunächst die 1918 gültigen deutschen Bezeichnungen weitergelten sollten. Am 18. Mai 1943 wurden für alle Orte mit einer Post- oder Bahnstation im Wartheland deutsche Namen festgelegt, wobei es wiederum zu Abweichungen kam.
Liste der Städte und Amtsbezirke im „Landkreis Altburgund“:
| polnischer Name | deutscher Name (1918) | deutscher Name (1939–1945)                                  |
| --------------- | --------------------- | ----------------------------------------------------------- |
| Barcin          | Bartschin             | 1939–1943 Bartelstein an der Netze 1943–1945 Bartelstädt    |
| Kcynia          | Exin                  | 1939–1940 Prien am Berge 1940–1945 Exin                     |
| Łabiszyn        | Labischin             | Lüderitz                                                    |
| Szubin          | Schubin               | 1939–1941 Altburgund 1941–1942 Schubin 1942–1945 Altburgund |